# 古冨波山古墳
古冨波山古墳（ことばやまこふん）は、滋賀県野洲市冨波乙にある古墳。形状は円墳。大岩山古墳群（国の史跡）を構成する古墳の1つ。出土鏡1面は野洲市指定有形文化財に指定されている。

## 概要
| 地区   | 古墳名       | 墳丘         | 墳丘      | 規模        | 築造時期 |
| ------ | ------------ | ------------ | --------- | ----------- | -------- |
| 冨波   | 冨波古墳     | 前方後方墳   | 墳丘長42m | 3c後半      |          |
| 冨波   | 古冨波山古墳 | 円墳         | 直径30m   | 3c後半      |          |
| 辻町   | 大塚山古墳   | 帆立貝形古墳 |           | 5c前半      |          |
| 冨波   | 亀塚古墳     | 帆立貝形古墳 | 墳丘長47m | 5c後半-末   |          |
| 小篠原 | 天王山古墳   | 前方後円墳   | 墳丘長50m | 6c初頭      |          |
| 小篠原 | 円山古墳     | 円墳         | 直径28m   | 6c前半      |          |
| 小篠原 | 甲山古墳     | 円墳         | 直径30m   | 6c中葉      |          |
| 辻町   | 宮山2号墳    | 円墳         | 直径15m   | 6c末-7c前半 |          |

滋賀県南部、野洲川右岸の扇状地に築造された古墳である。北約150メートルには冨波古墳が所在する。1896年（明治29年）に開墾中に銅鏡3面が出土したことが知られるほか、1974年（昭和49年）に発掘調査が実施されている。
墳形は円形と推定され、直径26-30メートルを測る。墳丘外表で葺石は検出されていない。また墳丘周囲に周濠も確認されていない。埋葬施設は木棺直葬と推定される。副葬品としては前述の銅鏡3面があり、いずれも舶載の三角縁神獣鏡で、各地の古墳の出土鏡と同笵関係にあることが明らかとなっている。
築造時期は、古墳時代初頭の3世紀後半頃と推定される。大岩山古墳群8基のうちでは冨波古墳に後続する首長墓に位置づけられ、野洲川流域では最初に三角縁神獣鏡が配布された古墳になる。
古墳域は1985年（昭和60年）に国の史跡に指定されている（史跡「大岩山古墳群」のうち）。

## 遺跡歴
- 1896年（明治29年）、開墾中に古墳北隅から銅鏡3面が出土[1]。
- 1974年（昭和49年）、宅地開発に伴う発掘調査。円墳と推定（滋賀県教育委員会、1975年に報告）[1]。
- 1985年（昭和60年）2月7日、国の史跡に指定（史跡「大岩山古墳群」のうち）[4]。
- 2002年（平成14年）3月25日、出土三角縁三神五獣鏡が野洲市指定有形文化財に指定[5]。

## 出土品
1896年（明治29年）の出土鏡3面の詳細は次の通り。
- 三角縁陳氏作四神二獣鏡
直径21.8センチメートル。内区銘帯に「陳氏作竟甚大好　上有越守（以下略）」の銘文を有する。同笵鏡に京都府椿井大塚山古墳出土鏡がある[6][1]。東京国立博物館所蔵[2]。
- 三角縁王氏作四神四獣鏡
直径21.9センチメートル。内区銘帯に「王氏作竟甚大明　同出徐州刻（以下略）」の銘文を有する。同笵鏡に福岡県老司古墳出土鏡・奈良県黒塚古墳出土鏡2面・フリーア美術館所蔵鏡がある[6][1]。1905年（明治38年）にベルリン博物館に寄贈[2]。
- 三角縁三神五獣鏡
直径22.0センチメートル。銘帯の大半を欠落する。同笵鏡に兵庫県コヤダニ古墳出土鏡・奈良県黒塚古墳出土鏡・静岡県上平川大塚古墳出土鏡がある[6][1]。個人蔵、野洲市歴史民俗博物館（銅鐸博物館）寄託。野洲市指定有形文化財[5]。

## 文化財

### 野洲市指定文化財
- 有形文化財
  - 三角縁三神五獣鏡（考古資料） - 野洲市歴史民俗博物館（銅鐸博物館）寄託。2002年（平成14年）3月25日指定[5]。

## 関連施設
- 野洲市歴史民俗博物館（銅鐸博物館）（野洲市辻町）

## 関連文献
（記事執筆に使用していない関連文献）
- 「野洲郡野洲町冨波遺跡調査報告書」『昭和48年度滋賀県文化財調査年報』滋賀県教育委員会、1975年。